# 천황탄생일

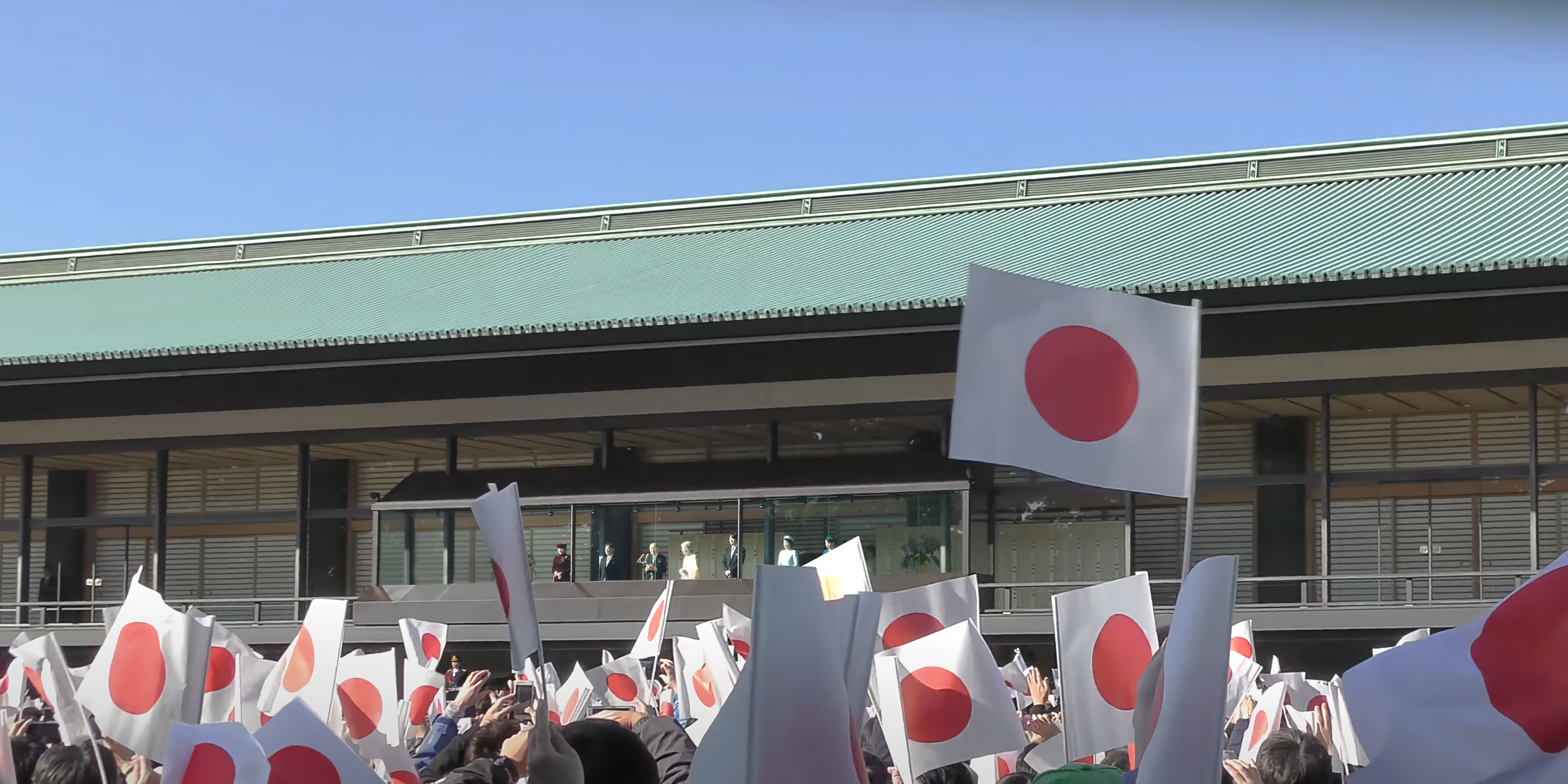
2017년 고쿄에서 열린 천황 탄생일 일반참하에 참석한 군중들이 일본의 국기를 흔들고 환영하는 모습

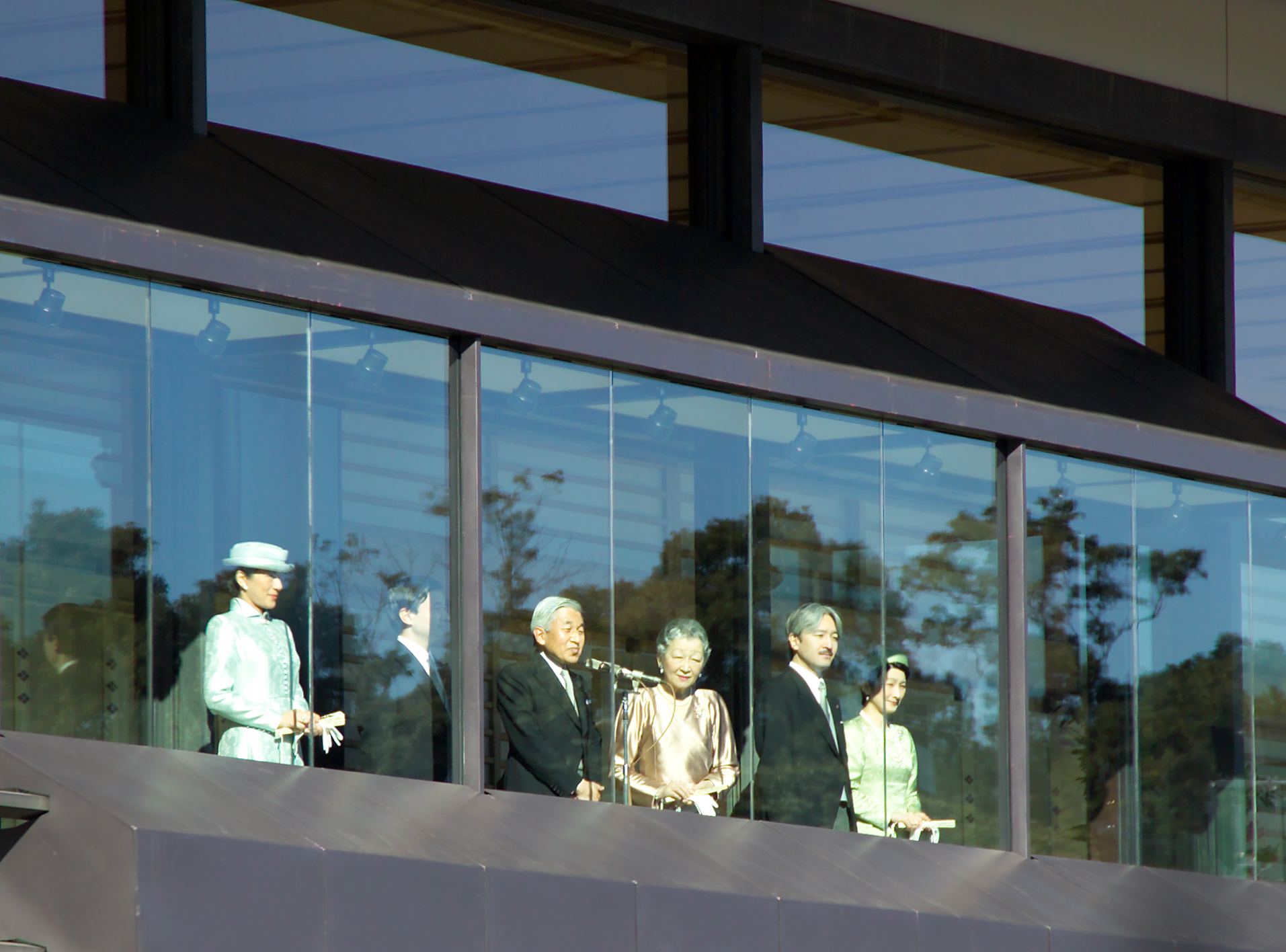
2005년 고쿄에서 열린 천황 탄생일 일반참하에 참석한 아키히토 천황과 일본 황족들

천황탄생일(일본어: 天皇誕生日 덴노탄조비[*])은 일본의 공휴일이다. 현재 일본의 천황 탄생일은 126대 천황인 나루히토의 생일 2월 23일이며, 천황이 새로 즉위할 때마다 바뀐다. 가장 최근에 바뀐 때는 레이와 시대가 시작된 2019년이다.
이 날 고쿄(일본 황실)에서는 천황 탄생일 기념 행사가 열리며 고쿄 발코니 앞에 모인 나루히토와 마사코 황후를 비롯한 황족들이 모습을 드러내는 일반참하가 개최된다. 이 때 군중들은 일본의 국기를 흔들면서 천황의 생일을 축하한다. 참고로 고쿄는 매년 천황 탄생일에만 일반인들에게 제한된 일부까지 포함해 모두 개방된다.
12월에 출생한 아키히토 천황이 2019년 4월 30일 퇴위하였는데, 나루히토 천황의 생일은 2월이므로 2019년에는 이 이름을 가진 공휴일이 없었다.

## 역사
과거 쇼와 시대(히로히토가 재위한 시대로, 1926년부터 1989년까지의 기간을 말함)에는 4월 29일이 천황 탄생일이었지만 1989년 히로히토가 사망한 이후에 녹색의 날로 바뀌었고, 이는 2007년 쇼와의 날로 바뀌면서 오늘에 이른다. 제2차 세계 대전 이전까지는 천장절(일본어: 天長節 덴초세쓰[*])이라는 이름으로 불렀지만 1948년 현재의 이름으로 바뀌었고 그 해에 제정된 공휴일에 관한 법률에 따라 공휴일로 지정되었다.
헤이세이 시대였던 1989년부터 2019년까지는 아키히토의 생일인 12월 23일이 공휴일이었으며, 레이와 시대 이후인 2020년부터는 나루히토의 생일인 2월 23일이 공휴일이다.

## 같이 보기
- 일본 천황